# Стадня (Золочівський район)
Ста́дня — село в Україні, в Золочівському районі Львівської області. Населення становить 159 осіб. Орган місцевого самоврядування - Золочівська міська рада.

## Історія
Наприкінці XIX століття група жителів с. Скнилова, Злочівського повіту, заснували хутір..